# Scleria sieberi
Scleria sieberi är en halvgräsart som beskrevs av Christian Gottfried Daniel Nees von Esenbeck. Scleria sieberi ingår i släktet Scleria och familjen halvgräs. Inga underarter finns listade i Catalogue of Life.